# Глюфосфамид

Глюфосфамид, известный также как глюкофосфамид, β-D-глюкозы изофосфорамид мустард, D-19575 — это новое, экспериментальное цитостатическое противоопухолевое химиотерапевтическое лекарство с алкилирующим механизмом действия, относящееся одновременно к диамидофосфатам (или фосфородиамидатам) и к производным бис-β-хлорэтиламина.

## Химическое строение
По химическому строению глюфосфамид является конъюгатом β-D-глюкозы и активного метаболита ифосфамида — так называемого «изофосфорамид мустарда».

## Теоретические преимущества
Будучи конъюгатом β-D-глюкозы и активного алкилирующего остатка — «изофосфорамид мустарда», глюфосфамид гораздо лучше проникает в клетки, чем исходное соединение. При транспорте глюфосфамида в клетку используется механизм активного транспорта глюкозы в клетку. А этот механизм — и соответственно белок, являющийся активным ко-транспортером натрия и глюкозы — повышенно активен в злокачественных опухолевых клетках, больше нуждающихся в питательных веществах и глюкозе в частности, чем нормальные здоровые клетки. Особенно повышена экспрессия белка-транспортера глюкозы и натрия в клетках рака поджелудочной железы (в клетках поджелудочной железы экспрессия этого белка повышена и в норме, так как альфа- и бета-клетки островков поджелудочной железы участвуют в регуляции углеводного обмена и должны быть высоко чувствительны к колебаниям уровня глюкозы в крови), а также в клетках немелкоклеточного рака лёгких. Именно как средство против этих, трудно поддающихся стандартной химиотерапии, видов рака и разрабатывался глюфосфамид.

## Клинические испытания
Глюфосфамид успешно прошёл клинические испытания I и II фазы при лечении рака поджелудочной железы, немелкоклеточного рака лёгких и рекуррентной мультиформной глиобластомы и начал проходить III фазу. Однако впоследствии дальнейшая разработка глюфосфамида была прекращена фирмой Baxter Oncology, купившей фирму, изначально занимавшуюся разработкой глюфосфамида, без объяснения причин.